# Hugo I de Rethel
Hugo I de Rethel (1040 en Bourg-1118 en Rethel) era hijo del conde Manasés III de Rethel y su esposa Judit de Roucy. Sucedió a su padre en 1065 como conde de Rethel.
Hugo se casó con Melisenda de Crécy, la hija de Guido I de Montlhéry. Tuvieron los siguientes hijos:
- Manasés (1054-1115)[1]
- Gervasio (1056-1124), conde de Rethel[1]
- Balduino II (1058-1131), rey de Jerusalén (1118-1131), se casó con Morfia de Melitene[2]
- Matilde (n. 1060), casada con Odón de Vitry, conde de Rethel[1]
- Hodierna, casada con Héribrand III de Hierges[3]
- Cecilia de Le Bourcq, casada con Roger de Salerno, príncipe regente de Antioquía[1]
- Beatriz se casó con León I, príncipe de Armenia